# جين شابيرج
جين شابيرج (بالإنجليزية: Jane Schaberg)‏‏ (20 فبراير 1938 في الولايات المتحدة - 17 أبريل 2012 ) مؤرخة، وأستاذة جامعية، وثيولوجية من الولايات المتحدة.